# Shingashi-gawa
La rivière Shingashi (新河岸川, Shingashi-gawa) est un tributaire du fleuve Sumida de Tokyo qui prend sa source dans le nord du plateau de Musashino dans la préfecture de Saitama.

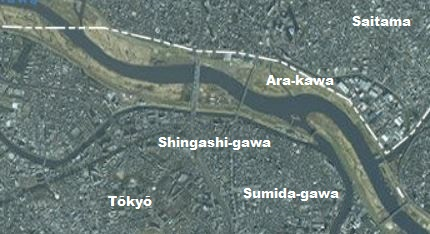
Point de confluence entre la Shingashi-gawa et le fleuve Sumida.

D'une longueur de 34,6 km, elle traverse les préfectures de Saitama 
et Tokyo, et rejoint le fleuve Sumida à Iwabuchi dans l'arrondissement Kita au nord de Tōkyō.